# Гайгалавская волость
Га́йгалавская во́лость (латыш. Gaigalavas pagasts) — одна из двадцати пяти территориальных единиц Резекненского края Латвии. Находится в северной части края. Граничит с Наутренской, Стружанской, Дрицанской, Рикавской и Нагльской волостями своего края, Берзпилсской и Кришьянской волостями Балвского края, а также с Ошупской волостью Мадонского края.
Крупнейшими населёнными пунктами волости являются сёла: Гайгалава (волостной центр), Стружаны, Бикава, Кудери, Рускули, Грибули, Шауритес, Гаранчи, Стауджи, Пуйсани.
В селе Бикава находится Бикавская католическая церковь.
Через Гайгалавскую волость проходит региональная автодорога P36 Резекне — Гулбене.
По территории волости протекают реки: Резекне, Ича, Айвиексте, Мазича и Кресле. Из крупных озёр — часть озера Лубанас, Лиелайс Куриньш, Лиелайс Свиетиню, Гульбейтс, Аклейтс. На западе волости находится Квапанский пруд бывшего Нагльского рыбного хозяйства.

## История
В 1925 году Бикавская волость Резекненского уезда была переименована в Гайгалавскую. В 1935 году её площадь составляла 126,35 км², при населении в 3683 жителя.
В 1945 году в Гайгалавской волости Вилянского уезда были созданы Гайгалавский, Гаранчский, Нагльский и Стружанский сельские советы. После отмены в 1949 году волостного деления Гайгалавский сельсовет входил в состав Вилянского (1949—1962) и Резекненского районов.
В 1954 году к Гайгалавскому сельсовету была присоединена территория ликвидированного Стружанского сельского совета. В 1962 году — территория колхоза «Гайгалава» Гаранчского сельсовета. В 1973 и 1981 годах части территории Гайгалавского сельсовета были переданы Нагльскому и Стружанскому сельским советам.
В 1990 году Гайгалавский сельсовет был реорганизован в волость. В 2009 году, по окончании латвийской административно-территориальной реформы, Гайгалавская волость вошла в состав Резекненского края.